# Sarcelle
Pour l’article ayant un titre homophone, voir Sarcelles.
Taxons concernés
Sarcelle (/saʁsɛl/) est le nom vernaculaire donné en français à certains canards de surface de petite taille, mais la distinction sarcelle/canard semble assez subjective. 
La Commission internationale des noms français des oiseaux (CINFO) limite cette appellation à 20 espèces et sous-espèces du genre Anas. 8 autres espèces d'anatidés étaient autrefois dénommés «sarcelle» mais des néologismes ont été créés pour les désigner (Anserelles, Callonette, Marmaronette marbrée).
L'étymologie de ce terme est discutée, mais on retrouve le terme de cerceles dans le roman Yvain (v. 3189) de Chrétien de Troyes. Ce terme dérive vraisemblablement du terme latin querquedula que cite Varron. Le rapport entre le terme latin et le grec ancien κερκιθάλη pour « héron » est plus difficile à établir. Le terme latin est plus probablement une onomatopée.
Une confusion entre le terme sarcelle utilisé pour bon nombre d'espèces et, spécifiquement, la sarcelle d'été Anas querquedula est possible du fait que le nom latin de cette espèce et le nom vernaculaire de l'ensemble des sarcelles ont la même origine.

## Relation avec l'homme
La Sarcelle aurait été momentanément domestiquée par les Romains, si on en croit Charles Dessalines d'Orbigny :

« Les Romains élevaient, dans des enclos assez vastes pour qu'elles pussent s'y ébattre, des sarcelles destinées à paraître dans leurs festins. »

— Charles Dessalines d'Orbigny (1845) Dictionnaire universel d'histoire naturelle, Paris
Avant lui, Georges-Louis Leclerc de Buffon (1707-1788) écrivait :

« On servoit souvent des sarcelles à la table des Romains ; elles étaient assez estimées pour qu’on prît la peine de les multiplier en les élevant en domesticité, comme les canards ; nous réussirions sans doute à les élever de même ; mais les Anciens donnoient apparemment plus de soins à leur basse-cour, et en général beaucoup plus d’attention que nous à l’économie rurale et à l’agriculture. »

— Leclerc, Comte de Buffon (1783) HISTOIRE NATURELLE, GÉNÉRALE ET PARTICULIÈRE, AVEC LA DESCRIPTION DU CABINET DU ROI, Tome Vingt-quatrième, chapitre Les sarcelles
Buffon lui-même citait Pierre Belon qui écrivait :

« Elle étoit en grande estime ez banquets des Romains ; et n’est pas moins renommée ez cuisines françoises, tellement qu’une sarcelle sera bien souvent aussi chèrement vendue comme une grande oye ou un chapon ; la raison est que chacun cognoist qu’elle est bien délicate. »

— Pierre Belon, L’Histoire de la nature des oyseaux, avec leurs descriptions et naïfs portraicts retirez du naturel, escrite en sept livres, G. Cavellat, Paris, 1955

## Liste des taxa
- Anas albogularis. Sarcelle des Andaman.
- Anas andium.	Sarcelle des Andes.
- Anas aucklandica. Sarcelle brune, Sarcelle de Nouvelle-Zélande, Sarcelle des Auckland.
  - Anas aucklandica chlorotis. Sarcelle de Nouvelle-Zélande, Sarcelle de Campbell.
  - Anas aucklandica nesiotis. Sarcelle de Campbell (?), Sarcelle des îles Campbell.
- Anas bernieri. Sarcelle de Bernier, Sarcelle de Madagascar.
- Anas capensis. Sarcelle du Cap, Canard du Cap.
- Anas carolinensis. Sarcelle à ailes vertes, Sarcelle d'hiver d'Amérique.
- Anas castanea. Sarcelle rousse, Sarcelle d'Australie.
- Anas chlorotis. Sarcelle de Nouvelle-Zélande, Sarcelle de Campbell.
- Anas cyanoptera. Sarcelle cannelle, Sarcelle à ailes bleues.
- Anas crecca. Sarcelle d'hiver, Sarcelle sarcelline, Sarcelle à ailes vertes, Sarcelline, Petite Sarcelle, Arcanette.
  - Anas crecca carolinensis. Sarcelle à ailes vertes, Sarcelle d'hiver d'Amérique.
- Anas discors.	Sarcelle à ailes bleues, Sarcelle soucrourou, Canard soucrourou, Sarcelle soucrourette
- Anas flavirostris. Sarcelle tachetée, Sarcelle du Chili, Sarcelle à bec jaune.
  - Anas flavirostris andium.	Sarcelle des Andes.
  - Anas flavirostris oxyptera. Sarcelle à ailes pointues (?).
- Anas formosa. Sarcelle élégante, Sarcelle formose, Canard glosseur.
- Anas gibberifrons. Sarcelle grise, Sarcelle des îles de la Sonde.
  - Anas gibberifrons albogularis. Sarcelle des Andaman.
- Anas gracilis. Sarcelle australasienne, Sarcelle grise.
- Anas hottentota. Sarcelle hottentote.
- Anas nesiotis. Sarcelle de Campbell (?), Sarcelle des îles Campbell.
- Anas oxyptera. Sarcelle à ailes pointues (?).
- Anas puna. Sarcelle du puna, Sarcelle puna, Sarcelle de la puna.
- Anas querquedula. Sarcelle d'été, Sarcelle commune, Canard criquard, Sarcelle de mars.
- Anas versicolor. Sarcelle bariolée, Sarcelle versicolore.

## Espèces traditionnellement appelées Sarcelle
- Nettapus pulchellus. Anserelle élégante, Sarcelle pygmée d'Australie.
- Nettapus coromandelianus. Anserelle de Coromandel, Sarcelle de Coromandel, Oie pygmée de Coromandel.
- Nettapus auritus. Anserelle naine, Oie naine, Sarcelle à oreillons, Sarcelle naine.
- Callonetta leucophrys. Canard à collier noir, Callonette à collier noir, Sarcelle à collier.
- Anas penelope. Canard siffleur, Canard siffleur d'Europe, Marèque, Sarcelle double.
- Anas falcata. Canard à faucilles, Eunette à faucilles, Sarcelle à faucilles.
- Anas smithii. Canard de Smith, Souchet du Cap, Canard du Cap, Sarcelle de Smith.
- Marmaronetta angustirostris. Marmaronette marbrée, Canard marbré, Sarcelle marbrée, Sarcelle angustirostre.

## Chasse de la Sarcelle
La chasse à la sarcelle en France est une activité traditionnelle qui se pratique principalement en automne et en hiver, entre septembre et février. La sarcelle est un petit canard migrateur qui fréquente les zones humides comme les marais, les étangs et les bords de rivières. Elle est souvent chassée au canard sauvage, une méthode qui consiste à attirer les oiseaux avec des appelants. Les chasseurs se postent généralement à des endroits stratégiques, tels que des huttes ou des fossés, pour rester dissimulés et attendre l’arrivée des sarcelles. Le but est de les surprendre en vol, car elles sont très rapides et agiles. L'utilisation d'appelants, qu’ils soient réels ou artificiels, est essentielle pour séduire les canards et les amener à proximité. La chasse à la sarcelle se fait souvent avec des fusils de chasse et les chasseurs doivent respecter des quotas stricts pour éviter de nuire à la population de ces oiseaux. Les dates de chasse sont bien réglementées afin de protéger les espèces pendant leur période de reproduction. Cette pratique attire de nombreux passionnés, car elle demande à la fois patience, technique et précision. Le respect des règles de chasse est crucial pour la préservation de l'environnement et des oiseaux migrateurs.